# Ursell Arends
Ursell Mikhail Arends (Santa Cruz, 29 augustus 1980) is een Arubaans politicus en leider van de partij RAIZ. Tussen 2021 en begni 2025 was hij minister van Integriteit, Transport, Natuur en Ouderenzorg en tevens vicepremier in het kabinet-Wever-Croes II. Daarvoor was hij korte tijd lid en ondervoorzitter van de Staten van Aruba.

## Leven
Arends werd geboren in Santa Cruz en groeide daar op. In 2000 vertrok hij naar de Verenigde Staten en later Canada, waar hij zijn studie in Business Administration & International Business Management afrondde. Hij begon zijn carrière op Aruba in de toeristische sector. Sedert 2007 is hij werkzaam bij La Quinta Beach Resort, waar hij opklom tot Operations Director. Van 2016 tot 2018 was hij voorzitter van de Aruba Timeshare Association (ATSA), een belangenvereniging voor de hotelsector op timeshare basis.
In 2017 richtte Arends samen met Tai-Foo Lee de politieke partij RAIZ op. Sedert de oprichting is hij partijleider. Hij debuteerde bij de parlementsverkiezingen van 2017 en behaalde als lijsttrekker 1433 stemmen. Vier jaar later kreeg hij 1939 stemmen op zijn naam en werd gekozen tot statenlid. Hij was tevens ondervoorzitter van de Staten van Aruba tussen 8 juli 2021 en 20 september 2021.  Hij stapte op na zijn benoeming tot minister.
Arends is gehuwd met Tamarah Croes en samen hebben zij een dochter en een zoon.